# Hendrika Johanna van Leeuwen
Hendrika Johanna van Leeuwen (3 luglio 1887 – 26 febbraio 1974) è stata una fisica olandese nota per i suoi contributi pionieristici alla teoria del magnetismo.

## Biografia
Studiò all'Università di Leida sotto la guida di Hendrik Antoon Lorentz, ottenendo il dottorato nel 1919. La sua tesi ha fornito la spiegazione sul perché il magnetismo è un effetto essenzialmente quantomeccanico, un risultato oggi indicato come il teorema di Bohr-Van Leeuwen (Niels Bohr era infatti giunto alla stessa conclusione qualche anno prima). Continuò a studiare i materiali magnetici presso la Technische Hogeschool Delft (oggi chiamata Università tecnica di Delft), prima come "assistente" tra il settembre 1920 e l'aprile 1947, e poi fu promossa a "lector in de theoretische en toegepaste natuurkunde" (lettore in fisica teorica e applicata).
Hendrika van Leeuwen era la cognata di Gunnar Nordström, noto come "Einstein di Finlandia", che studiò a Leida con Paul Ehrenfest, il successore di Lorentz. Anche sua sorella Cornelia (Nel) iniziò un dottorato di ricerca a Leiden, sotto Willem Keesom, ma lo interruppe quando sposò Nordström e poi si è trasferì con lui a Helsinki.
Van Leeuwen era presente alla celebrazione dell'anniversario d'oro del dottorato di Lorentz, l'11 dicembre 1925, e in quell'occasione riferì sul ruolo di Lorentz come scienziato e insegnante.